# Гаряинии
Гаряинии (лат. Garjainia) — род вымерших пресмыкающихся из семейства эритрозухид. Их ископаемые остатки найдены в нижнетриасовых отложениях (оленёкский ярус) России (Рассыпное (Оренбургская область) петропавловская свита, Башкирия) и ЮАР (Beaufort Group). 
Род выделен В. Г. Очевым в 1958 году, назван в честь саратовского геолога В. А. Гаряинова. Один из самых примитивных представителей семейства.

## Классификация
В род включают 2 вымерших вида:
- Garjainia prima Otschev, 1958 typus — Гаряиния[1]
- Garjainia madiba Gower et al., 2014[3]

### Гаряиния
Типовой вид Garjainia prima известен по достаточно полным остаткам, включая полные скелеты. Длина черепа составляет более 60 см, общая длина до 3—4 метров.
С Garjainia prima синонимизированы 3 биномена:
- Garjainia triplicostata Huene, 1960
- Vjushkovia triplicostata Huene, 1960 и Vjushkovia triplocostata Huene, 1960, orth. var.

### Garjainia madiba
Голотип Garjainia madiba BP/1/5760 найден P.J. Hancox в 1999 и 2000 годах. Представляет собой фрагментарный череп, частичное ребро; по крайней мере четыре неопознанных фрагмента, некоторые из которых, вероятно, представляют частичные элементы черепа. Элементы голотипа были обнаружены в пределах 50 см в диаметре друг от друга и некоторые части могут быть сочленены друг с другом. Частичная левая челюстная кость (BP/1/5760a) была обнаружена вблизи (около 20 см от) материала голотипа, но менее явно ассоциировалась и не считается частью голотипа, но является паратипом. Изолированный шейный позвонок из того же горизонта и местности (BP/1/5760b) обрабатывался таким же образом. Количество и размер элементов голотипа соответствуют их происхождению от одного животного.
Видовое название Garjainia madiba дано в честь Нельсона Манделы, президента Южной Африки.